# Gare de Plougonver
La gare de Plougonver est une gare ferroviaire française de la ligne de Guingamp à Carhaix, située sur la commune de Plougonver dans le département des Côtes-d'Armor en région Bretagne.
C'est aujourd'hui une halte ferroviaire de la Société nationale des chemins de fer français (SNCF), desservie par des trains TER Bretagne circulant entre Guingamp et Carhaix. La ligne présente la particularité, d'être exploitée en affermage par la société des Chemins de fer et transport automobile (CFTA), qui permet l'arrêt à la demande pour les haltes de la ligne.

## Situation ferroviaire
Établie à 262 m d'altitude, la gare de Plougonver est située au point kilométrique (PK) 528,392 de la ligne de Guingamp à Carhaix, entre la gare de Pont-Melvez et la gare des Mais.

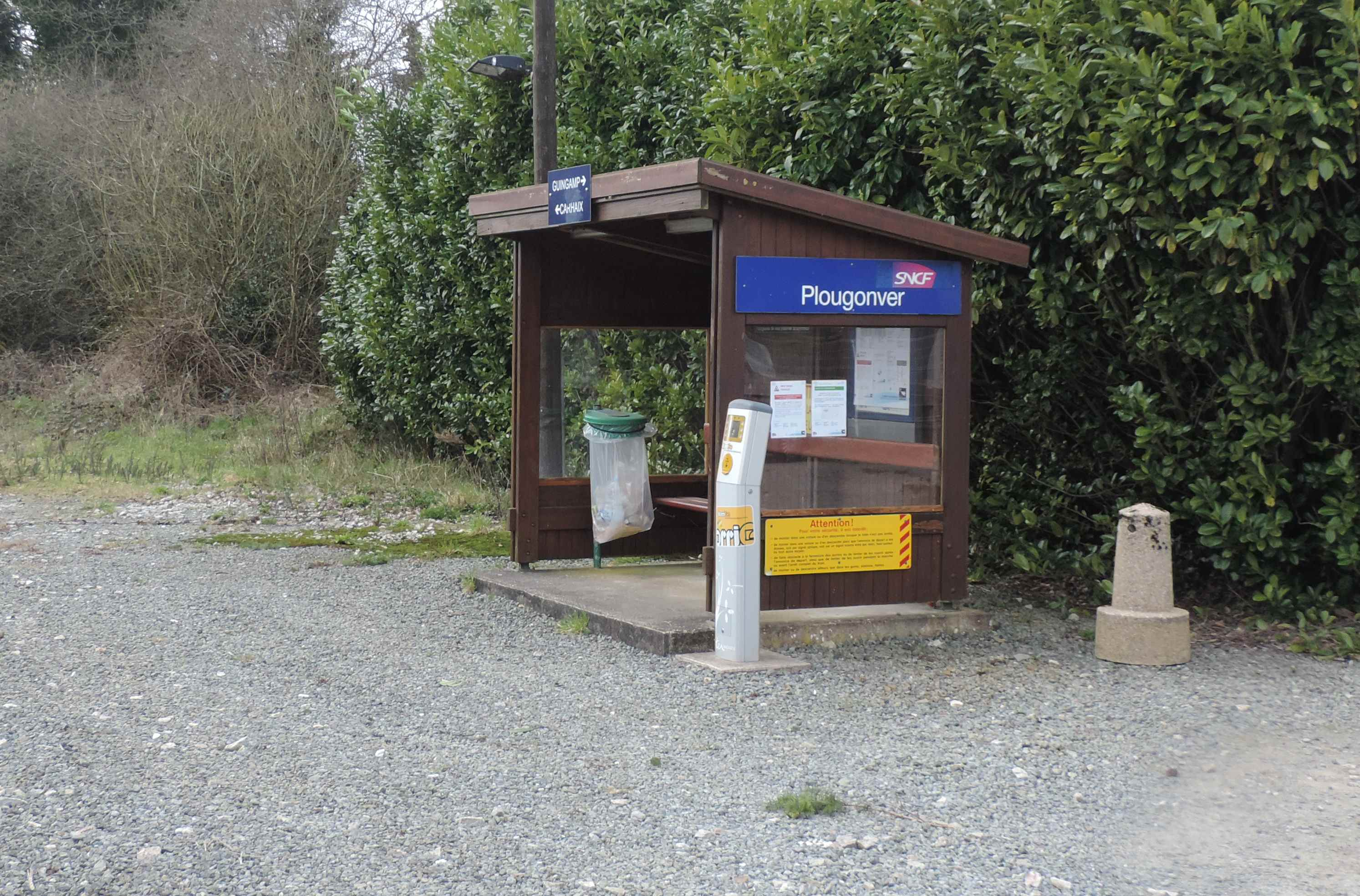
Abri quai

## Histoire
Depuis 1963 la ligne est exploitée en affermage par la société des Chemins de fer et transport automobile (CFTA).

## Fréquentation
De 2015 à 2022, selon les estimations de la SNCF, la fréquentation annuelle de la gare s'élève aux nombres indiqués dans le tableau ci-dessous.
| Année     | 2015  | 2016  | 2017  | 2018  | 2019  | 2020  | 2021  | 2022  | 2023  |
| --------- | ----- | ----- | ----- | ----- | ----- | ----- | ----- | ----- | ----- |
| Voyageurs | 5 149 | 5 069 | 3 960 | 4 315 | 4 433 | 3 700 | 4 720 | 6 494 | 6 239 |

## Services voyageurs

### Accueil
Halte SNCF, c'est un point d'arrêt non géré (PANG), elle dispose d'un quai latéral avec abri. Comme les autres arrêts de la ligne, il permet la descente et la montée à la demande il suffit d'indiquer son arrêt au chauffeur du TER ou de lui faire signe si on est sur la quai.

### Desserte
Plougonver est desservie par des trains TER Bretagne qui circulent sur la ligne 25b (Carhaix - Guingamp).

## Préservation
Le bâtiment voyageur et la halle à marchandise ont été un temps à l'abandon. Rachetés par un particulier en 1992, il les restaure et fait venir du matériel ferroviaire à voie métrique d'origine Suisse.
À la suite de son décès en 2016, le site est donné à l'Association des Chemins de Fer des Côtes-du-Nord qui a plusieurs projets pour ce site original.

### Matériel roulant
Le matériel roulant présent sur le site :
- deux voitures (SGA B125 et B126)
- un fourgon postal Zi 4
- trois wagons couverts (Gb-v 2237, 2069 et 2030)
- un wagon tombereau (X 9957)
- deux wagons plats (Kbk 7006 et 7012)
- un wagon plat-grue (X³ 9989).